# Kantowo
Kantowo – osada w Polsce położona w województwie warmińsko-mazurskim, w powiecie iławskim, w gminie Kisielice.
W latach 1975–1998 miejscowość administracyjnie należała do województwa elbląskiego.